# Stichopogon rivulorum
Stichopogon rivulorum là một loài ruồi trong họ Asilidae. Stichopogon rivulorum được Lehr miêu tả năm 1975. Loài này phân bố ở vùng Cổ Bắc giới.